# Henry Holland, III duca di Exeter

Stemma di Henry Holland, blasonatura" di rosso ai tre leopardi d'oro lampassati e armati di rosso l'uno sull'altro alla bordura d'azzurro caricata di gigli d'oro

Henry Holland (27 giugno 1430 – settembre 1475) è stato un nobile inglese, terzo duca di Exeter.

## Biografia
Era l'unico figlio di John Holland, II duca di Exeter e della sua prima moglie Lady Anne Stafford. 
Ereditò il ducato alla morte del padre nel 1447.
Essendo pronipote di Giovanni Plantageneto, I duca di Lancaster, Holland avrebbe vantato diritti ereditari sul trono dopo la morte di Enrico VI d'Inghilterra, tuttavia vantava pochi sostegni a corte.
Ricoprì la carica di connestabile della Torre di Londra per qualche tempo.
Si schierò con i Lancaster nella guerra delle due rose e ricoprì il ruolo di comandante nelle vittoriose battaglie di Wakefield e St Albans. Nel 1455 venne imprigionato nel castello di Wallingford.
Fu comandante anche nella battaglia di Towton in cui i Lancaster vennero sconfitti. Subito dopo raggiunse la Scozia e da lì si unì in esilio alla regina Margherita d'Angiò in Francia.
Nel 1461 perse titoli e territori che vennero dati a sua moglie, che si separò da lui nel 1464. Durante il breve periodo di restaurazione di Enrico VI d'Inghilterra, Holland recuperò gran parte delle proprietà perse.
Alla battaglia di Barnet Exeter comandò il fianco sinistro delle truppe lancasteriane rimanendo gravemente ferito e imprigionato. Durante la prigionia sua moglie Anne ottenne il divorzio nel 1472.
Nel 1475 partì volontario nella spedizione voluta da Edoardo IV d'Inghilterra in Francia. Durante il viaggio di ritorno però cadde in mare e morì annegato.

## Famiglia
Prima del 30 luglio 1447 sposò Anna di York, figlia di Riccardo Plantageneto, III duca di York. La coppia ebbe una figlia:
- Lady Anne Holland (c. 1455 – tra il 26 agosto 1467 ed il 6 giugno 1474), che sposò Thomas Grey, I marchese di Dorset.

Dato che alla sua morte Henry non aveva eredi maschi legittimi il titolo di Duca di Exeter si estinse con lui.